# Мінтака (перевал)
Мінтака (кит.: 明铁盖达坂, Піньінь: Mingtiegai Daban) — гірський перевал в горах Каракоруму, між Пакистаном і Сіньцзяном, Китай.
Перевал Мінтака та прилеглий перевал Кілік (4,827 м; 37° 05' N; 74° 41' E), за 30 км на захід, були, в стародавні часи, двома провідними точками переходу до верхів'їв долини Хунза. Долина Хунза — гірська долина біля Гілгіту у Північних територіях Пакистану.
Це був найкоротший і найшвидший шлях у північні райони Індії з Таримського басейну, і, як правило, відкритий цілий рік, але був надзвичайно небезпечним, і тільки для пішоходів. Шлях прямує з Ташкургану трохи більше 70 км на південь до річки Мінтака. Далі приблизно 80 км на захід в гору долиною річки до перевалу Мінтака (і за 30 км далі, альтернативний перевал Кілік), обидва перевали ведуть до верховій долини Хунза звідти є прямий шлях до Гілгіту, Кашміру і рівнини Гандхара.
Перевал Мінтака був головним в давні часи, поки порівняно недавно не відбулося його заледеніння. Після заледеніння перевалу Мінтака, перевал Кілік став провідним для караванів з Китаю та Афганістану
Нове Каракорумське шосе прямує південніше, через Хунжерабський перевал (4934 м 36° 51' N; 75° 32' E).